# Gloria Trevi
Gloria Trevi właśc. Gloria de los Ángeles Treviño Ruiz (ur. 15 lutego 1968) – meksykańska piosenkarka i autorka tekstów piosenek.

## Życiorys
Urodziła się w 1968 roku w Monterrey w Meksyku. W 1985 została członkinią grupy muzycznej Boquitas Pintadas, jednak grupa rozpadła się w 1988 roku. Po rozpadzie grupy Trevi zdecydowała się na karierę solową. W 1989 roku ukazał się jej album ¿Que hago aqui? (Co ja tu robię?), który okazał się sukcesem i zapewnił jej duży rozgłos. Od tej pory Trevi często była nazwana Madonną z Meksyku.
Kolejne albumy piosenkarki Tu Ángel de la Guarda oraz Me siento tan sola także okazały się hitami i umocniły pozycje Trevi na meksykańskim rynku muzycznym. Dodatkowo zapewniły jej rozgłos także w innych krajach hiszpańskojęzycznych.
W 1994 roku wydała single El Recuento De Los Danos i La sin papa katsup z albumu Más Turbada Que Nunca, oba trafiły na szczyt listy przebojów Billboard Latin.
W 2000 Trevi została aresztowano w Rio de Janeiro w Brazylii, pod zarzutem gorszenia nieletnich. W 2004 roku została zwolniona z aresztu, ze względu na brak dowodów, po spędzeniu w nim czterech lat i ośmiu miesięcy.
Prywatnie Trevi od 2009 roku ma męża Armanda Gomeza, prawnika. Mieszka w McAllen w Teksasie.

## Dyskografia
- 1989: ¿Qué hago aquí? (Ariola)
- 1991: Tu ángel de la guarda (Ariola)
- 1992: Me siento tan sola (Ariola)
- 1994: Más turbada que nunca (Ariola)
- 1995: Si me llevas contigo (Ariola)
- 2004: Cómo nace el universo (Ariola)
- 2007: Una rosa blu (Univision Records)
- 2011: Gloria (Universal Music Latino)
- 2013: De película (Universal Music)
- 2015: El amor
- 2016: Inmortal

## Filmografia wybrana
- 1991: Pelo suelto
- 1993: Zapatos viejos
- 1995: Una papa sin catsup
- 1997: XE-TU Remix
- 2011: Pequeños gigantes
- 2013: Libre para Amarte
- 2014: A toda Gloria